# Ногти Пламмера
«Но́гти Пла́ммера» — симптом (клинический признак), проявляющийся онихолизисом (поражением ногтевой пластинки или её расслоением). Чаще данный симптом наблюдается у пациентов с тиреотоксикозом. Назван в честь автора — врача-эндокринолога Генри Пламмера.